# 187. pr. Kr.
◄ | 3. stoljeće pr. Kr. | 2. stoljeće pr. Kr. | 1. stoljeće pr. Kr. | ►
◄ | 210-ih pr. Kr. | 200-ih pr. Kr. | 190-ih pr. Kr. | 180-ih pr. Kr. | 170-ih pr. Kr. | 160-ih pr. Kr. | 150-ih pr. Kr. | ►
◄◄ | ◄ | 190. pr. Kr. | 189. pr. Kr. | 188. pr. Kr. | 187 pr. Kr. | 186. pr. Kr. | 185. pr. Kr. | 184. pr. Kr. | ► | ►►
Astronomija

## Smrti
- Antioh III. Veliki, seleukidski car

## Vanjske poveznice
|  | Zajednički poslužitelj ima još gradiva o temi 187. pr. Kr. |